# Accent Travel&Events
Accent Travel&Events este o companie de turism din România specializată pe business travel.
Accent Travel & Events operează prin trei agenții proprii de turism, două în București și una în Ploiești.
Pachetul majoritar de circa 80% din acțiuni al agenției de turism este deținut de compania cipriotă Comac Limited, în timp ce Lucian Boronea controlează aproape 15% din companie.
Cifra de afaceri:
- 2009: 14,5 milioane euro[2]
- 2008: 22 milioane euro[3]
- 2018: 23 milioane euro
- 2019:
- 2020:
- 2021:

Profit net:
- 2009: 0,7 milioane euro[3]
- 2009: 0,8 milioane euro[3]